# Gustav Roethe
Gustav Roethe (Graudenz, 1859 – Bad Gastein, 1926) è stato un filologo tedesco.
Docente all'università di Gottinga dal 1888 e all'università di Berlino dal 1902, nel 1887 pubblicò un'edizione di Reinmar von Zweter; nel 1932 pubblicò la monografia Goethe .